# La Piedrilla, Colipa
La Piedrilla är en ort i Mexiko.   Den ligger i kommunen Colipa och delstaten Veracruz, i den sydöstra delen av landet, 250 km öster om huvudstaden Mexico City. La Piedrilla ligger 370 meter över havet och antalet invånare är 193.
Terrängen runt La Piedrilla är kuperad. Runt La Piedrilla är det ganska tätbefolkat, med 166 invånare per kvadratkilometer. Närmaste större samhälle är Misantla, 8,7 km väster om La Piedrilla. Omgivningarna runt La Piedrilla är en mosaik av jordbruksmark och naturlig växtlighet.